# Haus der Schweiz

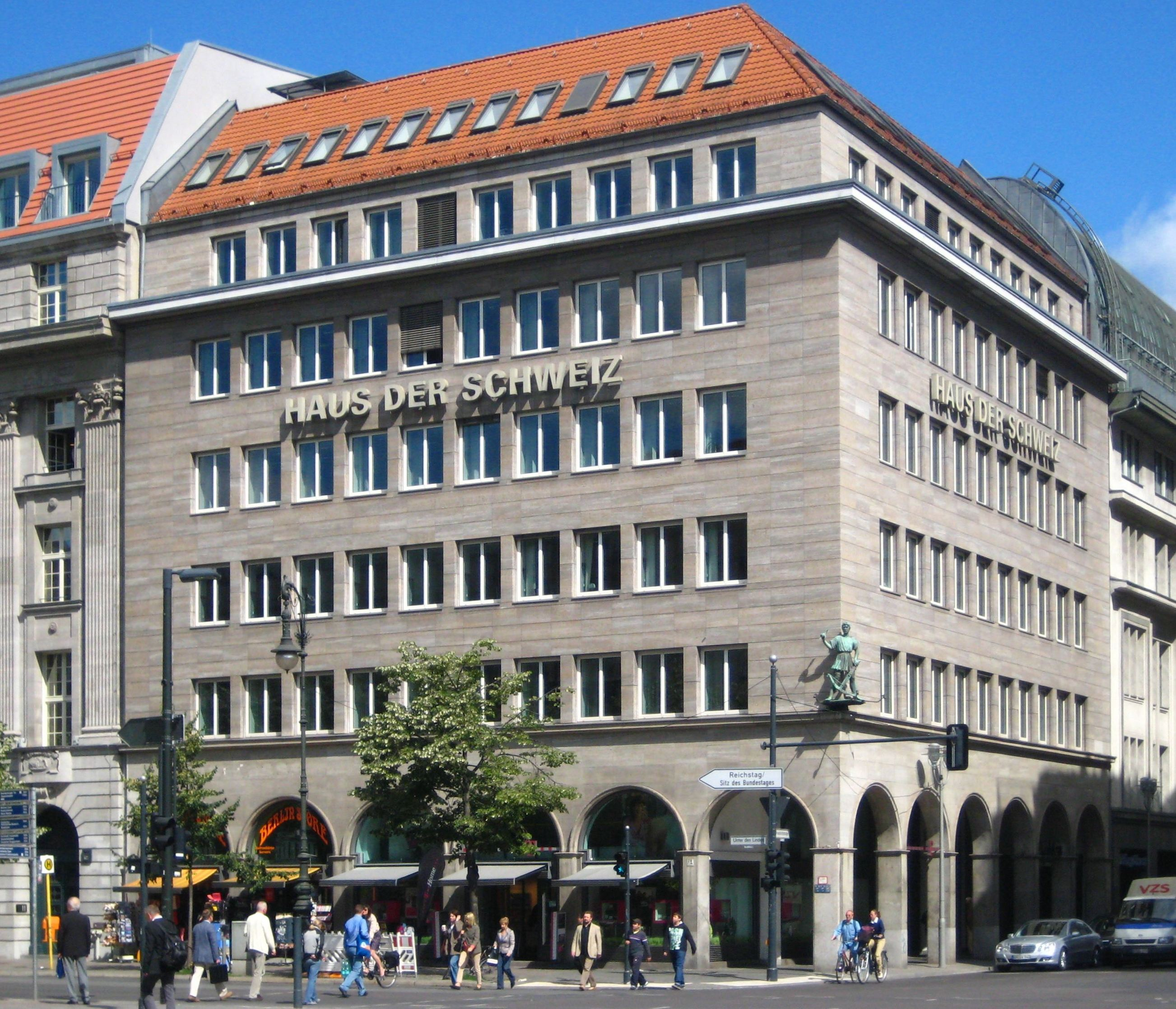
Haus der Schweiz

Haus der Schweiz är ett byggnadsminnesmärkt hus i centrala Berlin i korsningen Unter den Linden/Friedrichstrasse. Huset var den enda byggnaden i korsningen som fanns kvar efter andra världskriget, men med större skador.
Huset har 6 våningar och det byggdes mellan 1934 och 1936 efter ritningar av Ernst Meier från Appenzell i Schweiz. Kontorsbyggnaden har en klar och enkel konstruktion utan utsmyckningar förutom en staty som föreställer Walther Tell (Wilhelm Tells son) samt texten "Haus der Schweiz". Fasaden bildas av musselkalkplattor. Byggnaden var och är säte för olika schweiziska och tyska finansföretag. Även Scandinavian Airlines hade ett kontor i huset.